# Persone di cognome Martelli
| Questa pagina contiene informazioni ricavate automaticamente dalle voci biografiche con l'ausilio del template Bio e di un bot. L'aggiornamento è periodico e automatico e ricostruisce completamente la pagina. Se manca una persona in questa lista, sei pregato di non aggiungerla, ma accertati piuttosto che la sua voce biografica contenga il template Bio e che i dati anagrafici siano correttamente compilati. Se il template Bio manca, inseriscilo tu stesso o, in alternativa, metti l'avviso {{tmp\|Bio}} che ne segnala la mancanza. Se i dati riportati sono sbagliati, correggi direttamente la voce biografica; le modifiche saranno visibili in questa lista entro pochi giorni. Per chiarimenti vedi il progetto antroponimi. La lista contiene solo le 54 persone che sono citate nell'enciclopedia e per le quali è stato implementato correttamente il template Bio. Pagina aggiornata al 7 giu 2025. |

Questa è una lista di persone presenti nell'enciclopedia che hanno il cognome Martelli, suddivise per attività principale.

## Allenatori di pallacanestro(1)
- Phil Martelli, allenatore di pallacanestro statunitense (Media, n. 1954)

## Archeologhe(1)
- Marina Martelli Cristofani, archeologa italiana (Bologna, n. 1943 - † 2023)

## Architetti(2)
- Giuseppe Martelli, architetto italiano (Firenze, n. 1792 - Firenze, † 1876)
- Valentino Martelli, architetto italiano (Perugia - † 1630)

## Arcivescovi cattolici(1)
- Giuseppe Maria Martelli, arcivescovo cattolico italiano (Firenze, n. 1678 - Firenze, † 1741)

## Attori(1)
- Arnaldo Martelli, attore italiano (San Marino, n. 1887 - Torino, † 1955)

## Attori teatrali(2)
- Antonio Martelli, attore teatrale italiano (Bologna - Venezia)
- Matthias Martelli, attore teatrale e drammaturgo italiano (Urbino, n. 1986)

## Autori televisivi(1)
- Massimo Martelli, autore televisivo e regista italiano (Bologna, n. 1957)

## Avvocati(1)
- Mario Martelli, avvocato e politico italiano (Milano, n. 1838 - Milano, † 1915)

## Botanici(1)
- Ugolino Martelli, botanico italiano (Firenze, n. 1860 - Montelupo Fiorentino, † 1934)

## Calciatori(7)
- Adriano Martelli, ex calciatore italiano (Sabbioneta, n. 1950)
- Danilo Martelli, calciatore italiano (Castellucchio, n. 1923 - Superga, † 1949)
- Gastone Martelli, calciatore italiano (Santa Maria in Duno, n. 1908 - Sermide, † 1961)
- Giuseppe Martelli, calciatore italiano (Molinella, n. 1901 - Bologna, † 1992)
- Luigi Martelli, calciatore italiano (Livorno, n. 1917)
- Paolo Martelli, calciatore italiano (Firenze, n. 1970 - San Mauro Pascoli, † 1999)
- Sebastián Martelli, calciatore argentino (Buenos Aires, n. 1996)

## Calciatrici(1)
- Lucía Martelli, ex calciatrice argentina (Buenos Aires, n. 1989)

## Canottiere(1)
- Adrienne Martelli, canottiera statunitense (Glendale, n. 1987)

## Canottieri(1)
- Mauro Martelli, canottiere italiano (Livorno, n. 1966)

## Cantautrici(1)
- Lara Martelli, cantautrice italiana (Roma, n. 1977)

## Cardinali(1)
- Francesco Martelli, cardinale e patriarca cattolico italiano (Firenze, n. 1633 - Roma, † 1717)

## Compositori(1)
- Augusto Martelli, compositore, arrangiatore e direttore d'orchestra italiano (Genova, n. 1940 - Milano, † 2014)

## Condottieri(1)
- Antonio Martelli, condottiero italiano (Firenze, n. 1534 - † 1618)

## Critici d'arte(1)
- Diego Martelli, critico d'arte e mecenate italiano (Firenze, n. 1839 - Firenze, † 1896)

## Direttori d'orchestra(1)
- Alberto Martelli, direttore d'orchestra e compositore italiano (Bologna, n. 1955)

## Direttori della fotografia(1)
- Otello Martelli, direttore della fotografia italiano (Roma, n. 1902 - Roma, † 2000)

## Enologi(1)
- Giuseppe Martelli, enologo italiano (Galliate, n. 1950)

## Filologi(1)
- Mario Martelli, filologo e critico letterario italiano (Siena, n. 1925 - Siena, † 2007)

## Filosofi(1)
- Michele Martelli, filosofo e saggista italiano (San Marco in Lamis, n. 1940)

## Geologi(1)
- Alessandro Martelli, geologo e politico italiano (Caltanissetta, n. 1876 - Firenze, † 1934)

## Imprenditori(1)
- Marco Martelli, imprenditore italiano (Firenze, n. 1592 - † 1678)

## Ingegneri(1)
- Alex Martelli, ingegnere italiano (n. 1955)

## Medici(1)
- Massimo Fabrizio Martelli, medico e ematologo italiano (Città della Pieve, n. 1939)

## Militari(3)
- Achille Martelli, militare italiano (Napoli, n. 1874 - Roma, † 1962)
- Franco Martelli, militare e partigiano italiano (Catania, n. 1911 - Pordenone, † 1944)
- Franco Martelli, militare italiano (Vinci, n. 1906 - Dembeguinà, † 1935)

## Pittori(1)
- Fiore Martelli, pittore e decoratore italiano (Monza, n. 1908 - Torino, † 1934)

## Pittrici(1)
- Nene Martelli, pittrice italiana (Torino, n. 1927)

## Poeti(1)
- Pucciandone Martelli, poeta italiano (Pisa)

## Politiche(1)
- Giovanna Martelli, politica italiana (Torino, n. 1963)

## Politici(5)
- Carlo Martelli, politico italiano (Novara, n. 1966)
- Claudio Martelli, politico, giornalista e scrittore italiano (Gessate, n. 1943)
- Decimo Martelli, politico italiano (Parma, n. 1918 - † 1993)
- Sergio Martelli, politico, editore e giornalista italiano (Bologna, n. 1933 - Bologna, † 2020)
- Valentino Martelli, politico italiano (Laconi, n. 1943)

## Rapper(2)
- C.U.B.A. Cabbal, rapper italiano (Pescara, n. 1972)
- Lou X, rapper italiano (Tortoreto, n. 1971)

## Tennisti(1)
- Marzio Martelli, ex tennista italiano (Livorno, n. 1971)

## Umanisti(1)
- Ugolino Martelli, umanista e vescovo cattolico italiano (Firenze, n. 1519 - Empoli, † 1592)

## Velociste(1)
- Vera Martelli, velocista italiana (Bologna, n. 1930 - Bologna, † 2017)

## Vescovi cattolici(1)
- Braccio Martelli, vescovo cattolico italiano (Firenze, n. 1501 - Lecce, † 1560)

## Senza attività specificata(1)
- Camilla Martelli, italiana (Firenze, n. 1547 - Firenze, † 1590)